# إنفانتي
إنفانتي أو إنفانتا هو لقب يلقب به أمراء العائلات المالكة في شبه الجزيرة إيبيريا من ممالك إسبانيا التاريخية (ليون وقشتالة وأراغون ونافارا) وحتى في إسبانيا حالياً وأيضا لقب به أمراء في مملكة البرتغال، هو لقب يلقب به أبناء أو البنات الملك باستثناء وريث العرش الذي يحمل عادة لقب أميري أو لقب الدوق، أيضا آحيانا يمنح اللقب لـ زوجات الأمراء من عائلات المالكة أخرى، وأيضا آحيانا يمنح اللقب لأبناء الملك في القانون وأحفاد.
يشتق اللقب من عبارة الرضيع (Infant) في اللغات الرومانسية، ولكن مع ذلك لا يوجد تفسير واضح على أن جذور اللقب يعنى الطفل.